# John Russell (baseball)
Pour les articles homonymes, voir John Russell.
John William Russell, né le 5 janvier 1961 à Oklahoma City (Oklahoma) aux États-Unis, est l'ancien manager des Pirates de Pittsburgh en Ligue majeure de baseball et un ancien receveur. Russell évolue comme joueur en Ligue majeure de baseball de 1984 à 1993 et est en poste comme manager des Pirates de 2008 à 2010. Il est depuis novembre 2010 instructeur chez les Orioles de Baltimore.

## Carrière

### Carrière d'entraîneur
John Russell se joint aux Pirates de Pittsburgh en 2003 et au cours des trois années qui suivent, il est instructeur au troisième but et instructeur des receveurs de l'équipe. Après un passage de deux ans comme gérant en ligues mineures, il revient chez les Pirates et succède à Jim Tracy comme manager. Il dirige le club de 2008 à 2010. Sous les ordres de Russell, les Pirates poursuivent leur triste séquence record avec leurs 16e, 17e et 18e saisons perdantes consécutives. Pittsburgh ne remporte que 186 victoires, contre 299 défaites, sous la direction de Russell. La saison 2010 est particulièrement difficile : avec 105 revers, les Pirates présentent le second pire dossier de leur histoire et leur moins bonne fiche depuis 1952. Le 4 octobre 2010, au lendemain du dernier match de l'année, Russell est démis de ses fonctions.
Au début de la saison 2011, Russell est instructeur au troisième but chez les Orioles de Baltimore. L'ancien receveur souffre de douleurs aux genoux qui lui rend pénible le fait d'être debout sur le terrain pendant tout le match. En juin, les Orioles décident donc d'en faire un instructeur de banc et d'interchanger les fonctions de Russell et de l'entraîneur Willie Randolph, ce dernier prenant le troisième but. En 2012, Russell est de retour comme adjoint sur le banc à Buck Showalter chez les Orioles.